# آر. هنت باركر
آر. هنت باركر (بالإنجليزية: R. Hunt Parker)‏ هو محامي وقاضي وسياسي أمريكي، ولد في 1892، وتوفي في 1969. انتخب عضو مجلس نواب كارولينا الشمالية.